# Onderarmfractuur
Een onderarmfractuur  is een botbreuk in de onderarm. Beide botten in de onderarm, het spaakbeen en de ellepijp zijn bij een onderarmfractuur gebroken.

## Behandeling
Bij kinderen vindt meestal een conservatieve behandeling plaats; repositie (het terugbrengen van de botstukken in de oorspronkelijke positie, veelal onder narcose), gevolgd door bovenarmgips voor 4 tot 6 weken. Bij neiging tot afglijden worden via de huid kirschnersnaartjes (een soort ijzerdraden) in het spaakbeen en de ellepijp ingebracht, gevolgd door gipsimmobilisatie.
Bij volwassenen vindt in het algemeen een operatieve behandeling plaats met een plaatosteosynthese van zowel spaakbeen als ellepijp.

## Complicatie
Een bijzondere complicatie is het ontstaan van zogeheten brugcallus, een goedaardige verbinding tussen ellepijp en spaakbeen, die pro- en supinatie onmogelijk maakt.